# Гідравлічно гладкі і шорсткі труби
Гідравлічно гладкі і шорсткі труби — гладкі і шорсткі труби розрізняються залежно від того, як співвідносяться розміри виступів шорсткості і товщина ламінарної плівки рідини (прилеглої до стінки труби), всі труби можуть бути при турбулентному режимі руху поділені на три види.
- 1) Гідравлічно гладкі труби — товщина ламінарного шару більше висоти виступів шорсткості. В цьому випадку шорсткість стінок не впливає на характер руху і відповідно втрати напору не залежить від шорсткості.
- 2) Гідравлічно шорсткі труби — товщина ламінарного шару менше висоти виступів шорсткості. В цьому випадку шорсткість стінок впливає на характер руху і відповідно втрати напору залежать від шорсткості.
- 3) У третьому випадку, що є проміжним між двома вищезгаданими, абсолютна висота виступів шорсткості приблизно дорівнює товщині ламінарної плівки — d "D. У цьому випадку труби відносяться до перехідною області опору.